# Antiga Sé da Bahia
A antiga Sé da Bahia foi a catedral (sé) da diocese e depois arquidiocese de Salvador da Bahia desde o século XVI até 1765. Nesse ano, a sede da arquidiocese mudou-se para a atual catedral. Apesar de sua importância histórica, o edifício da antiga Sé foi demolido em 1933, durante uma reurbanização do centro da cidade.

## História
Salvador foi transformada em sede de diocese já em 1551, apenas dois anos após a fundação da cidade pelo governador-geral Tomé de Sousa. Em 1552, ao chegar à Bahia, o bispo D. Pero Fernandes Sardinha utilizou como Sé a Capela de Nossa Senhora da Ajuda, construída pelos jesuítas com taipa e cobertura de palha. Essa primeira catedral é, devido a sua precaridade, apelidada Sé de Palha.

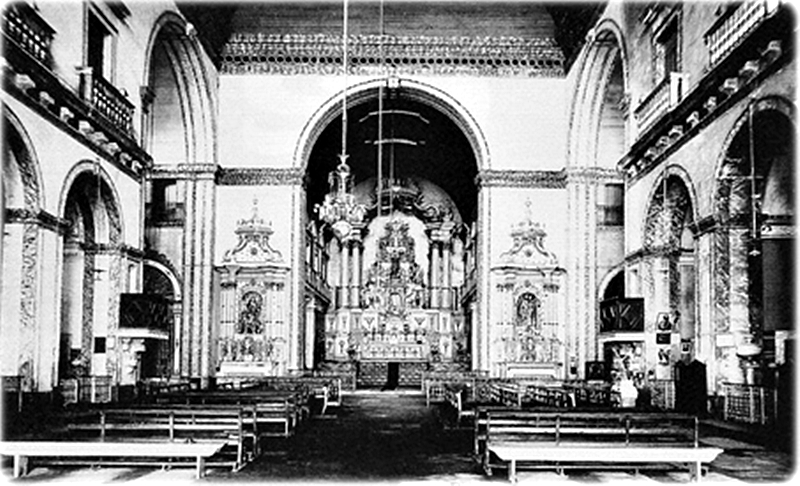
Interior da antiga Sé no início da década de 1930

Uma nova sé-catedral começou a ser erguida ainda na época de Tomé de Sousa numa zona fora dos muros da cidade, onde também os jesuítas instalavam seu colégio e igreja definitivos. Essa zona foi também logo cercada por um muro, necessário devido às ameaças de ataque dos indígenas e de outros europeus. Não se sabe exatamente quando foi começada nem terminada, mas em 1570 o governador Mem de Sá informa que a reconstruiu em pedra e cal, com uma planta de três naves.

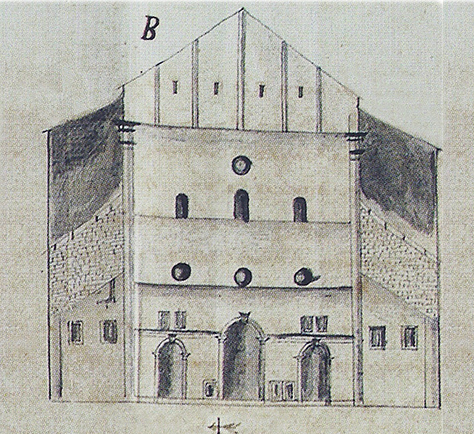
Aspecto da Sé em 1802, com sua fachada já completamente descaracterizada

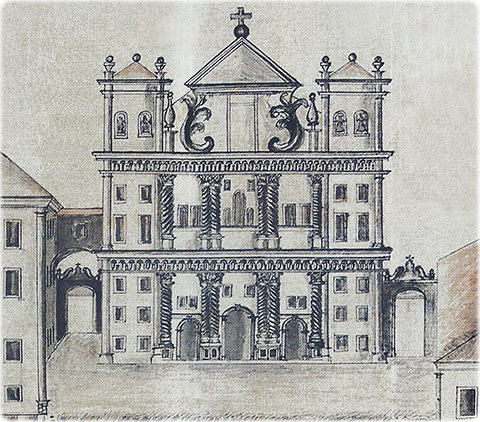
Desenho de Luís dos Santos Vilhena de 1802 mostrando uma reconstituição hipotética da antiga Sé como ela teria sido no século XVIII.

A Catedral foi novamente reconstruída no início do século XVII, durante o governo de Gaspar de Souza (1612-1617). A nova igreja localizava-se no mesmo lugar da anterior, com a fachada virada para a Baía de Todos os Santos, mas esta vez o interior era de uma só nave.
Durante a invasão holandesa em 1624, a Sé foi usada como posto militar e foi muito danificada quando a cidade foi retomada, em 1625. A diocese ficou vacante durante dez anos, recuperando seu bispo apenas em 1634 com a chegada de D. Pedro da Silva Sampaio. A partir de 1637 algumas obras foram feitas na Sé, que encontrava-se em mau estado.
Na segunda metade do século XVII a Sé da Bahia foi reconstruída de maneira definitiva, uma época em que muitos edifícios religiosos do Brasil Colônia foram refeitos em maior escala e magnificência. Infelizmente não existem documentos que determinem a data de início das obras e o autor, mas é provável que o edifício tenha sido desenhado em Portugal, dada a atenção que dispensava o governo da metrópole com relação às obras da Sé.
O edifício era bastante grande para os padrões do lugar e época, com fachada flaqueada por duas torres voltada para a Baía. Sua estrutura arquitetônica geral estava terminada já nos inícios do século XVIII, mas a decoração interna (retábulos, pisos, pinturas, tetos etc) só terminou na década de 1730.

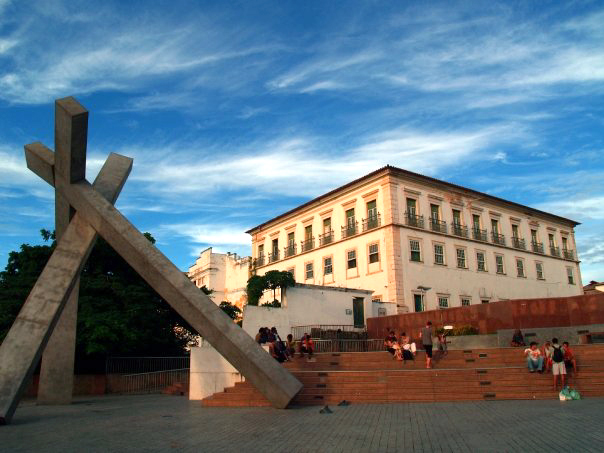
Monumento "Cruz Caída", localizado próximo ao lugar da antiga Sé de Salvador. Ao fundo vê-se o Palácio do Arcebispado de Salvador.

Em 1707 realizou-se na Sé o Sínodo da Bahia, organizado pelo arcebispo D. Sebastião Monteiro da Vide, do qual saíram as Constituições Primeiras do Arcebispado da Bahia, considerado o mais importante documento religioso do Brasil colonial. O mesmo arcebispo construiu o Palácio da Arquidiocese, que era ligado à Sé por um passadiço.
Ao longo de todo o século XVIII, vários documentos indicam que a Sé tinha sérios problemas de conservação. Então, em 1761, os jesuítas foram expulsos da colônia, e seu colégio e magnífica igreja ficaram vazios. Numa carta ao arcebispo D. José Botelho de Matos, datada de 1765, o rei José I ofereceu-lhe a igreja jesuíta de maneira interina até que a Sé fosse restaurada. Essa situação provisória, porém, continuou até os dias de hoje.
Nos inícios do século XIX, a fachada ameaçava ruína e foi refeita a muralha em frente à fachada, para tentar impedir a caída das torres. O muro acabou ruindo, o que levou à demolição preventiva das torres e grande parte da cantaria da fachada. O enorme edifício, descuidado pelas autoridades eclesiásticas, foi entregue a uma irmandade religiosa, a Irmandade do Santíssimo Sacramento da Sé, que realizou uns poucos trabalhos de manutenção, inclusive substituindo alguns retábulos no interior.

### Demolição
No dia 7 de agosto de 1933, após anos de debates e grande polêmica, a antiga Sé da Bahia foi demolida junto com dois quarteirões de edifícios do centro histórico. A demolição foi realizada numa época - o começo do século XX - em que o centro de Salvador passava por muitas reformas urbanísticas, e o objetivo da destruição dos edifícios coloniais foi dar lugar aos trilhos dos bondes da Companhia Linha Circular de Carris da Bahia.
O espaço criado deu origem à Praça da Sé, que inicialmente abrigava os bondes da Companhia. Como homenagem a seu significado religioso e histórico, em 1956 foi colocado na Praça um busto de bronze de D. Pero Fernandes Sardinha, primeiro bispo do Brasil e impulsor da construção da primeira catedral. Em 1999, onde se localizava o adro da Sé, foi levantado o monumento Cruz Caída, criado em aço inox pelo escultor Mário Cravo, em memória da destruição do histórico edifício.
Diversos elementos decorativos do interior do antigo edifício foram salvos e estão hoje preservados no Museu de Arte Sacra da UFBA, entre eles a imagem de Nossa Senhora das Maravilhas, do século XVI, mais capitéis, colunatas, anjos, cariátides, fragmentos de talha, uma mesa de altar de prata, tocheiros, alfaias e mobília.